# Grat d'Auloron
|  | Per a altres significats, vegeu «Grat (desambiguació)». |

Grat d'Oloron (Lishòs, Pirineus Atlàntics, s. V - Somport, Aragó, ca. 511) fou un eclesiàstic visigot, primer bisbe d'Auloron. És venerat com a sant per l'Església catòlica.

## Biografia
Grat va néixer a la vall del riu Saison, a Lishòs (a l'anomenada Casa Camichelu). Durant la seva joventut, el rei visigot Euric, arrià, va perseguir els catòlics, mentre que el seu successor Alaric II (485-507) hi fou tolerant i permeté la fundació de la diòcesi d'Auloron Santa Maria, de la qual Grat en fou el primer bisbe. Fou també protector de la ciutat d'Auloron contra els abusos dels ministres reials i les autoritats.
Va participar en el concili d'Agde de 506, que reunia 34 bisbes catòlics del Regne de Tolosa, entre ells Galactori de Lescar. Lluità contra l'arrianisme fins que el 507, els visigots foren derrotats per Clodoveu I a Poitiers i els nous pobladors francs imposaren el credo catòlic.
Grat va morir a una edat molt avançada cap al 511, a Somport (Aragó), d'on el seu cos fou portat a Oloron, on reposa.

## Llegenda
Quan Grat va morir a Somport, es disputaren el seu cos les diòcesis de Jaca i d'Auloron i els senyors del Bearn i Aragó. Per decidir on s'havia d'enterrar, van posar la despulla sobre una mula cega, on el lligaren, acordant que seria enterrat allí on la mula s'adrecés; la mula, després de fer uns tombs, va prendre la direcció d'Auloron, on fou sebollit a la catedral.

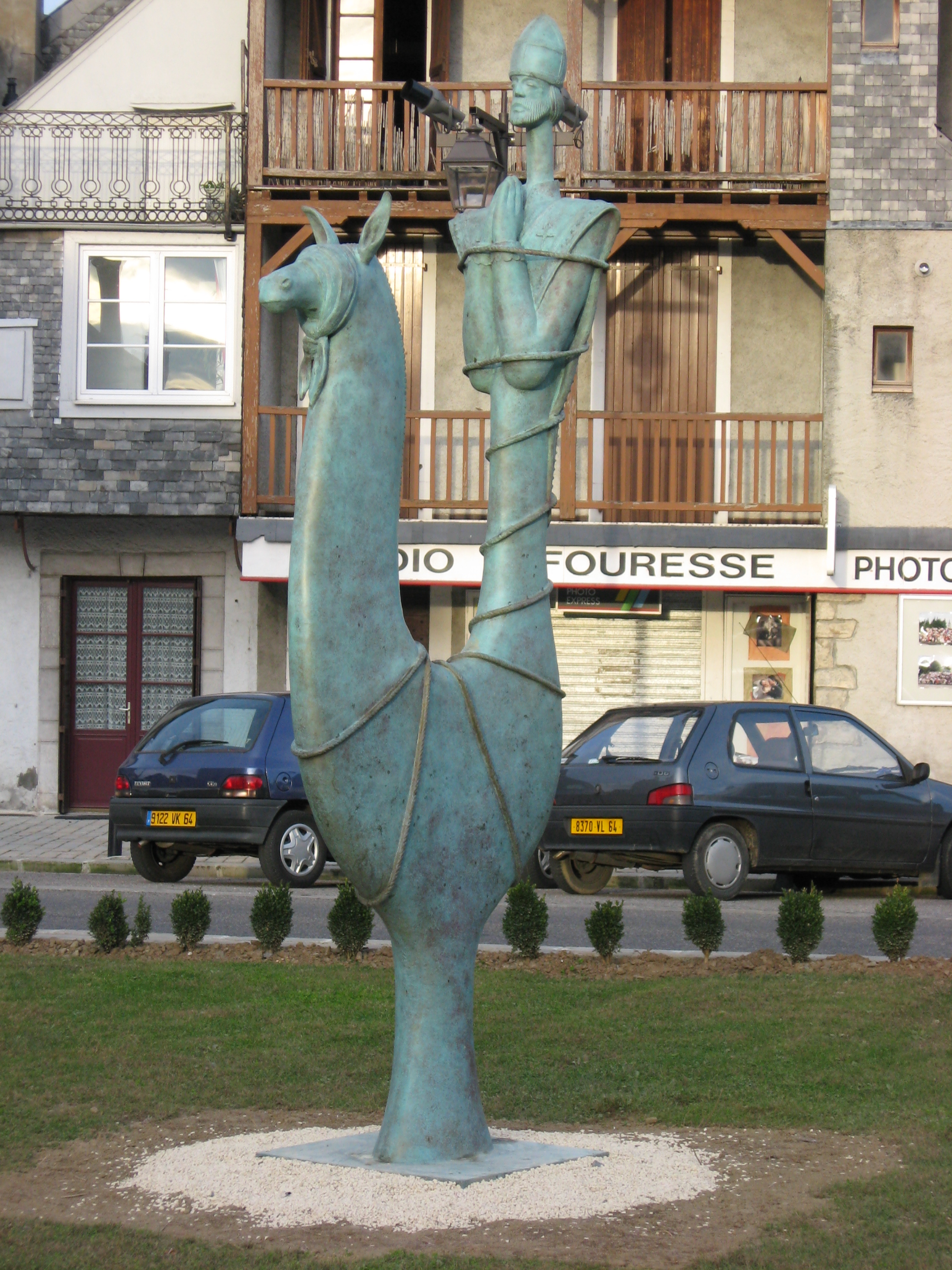
Monument amb el cos del sant lligat a la mula, per Pierre Castillou, 2006 (Auloron)
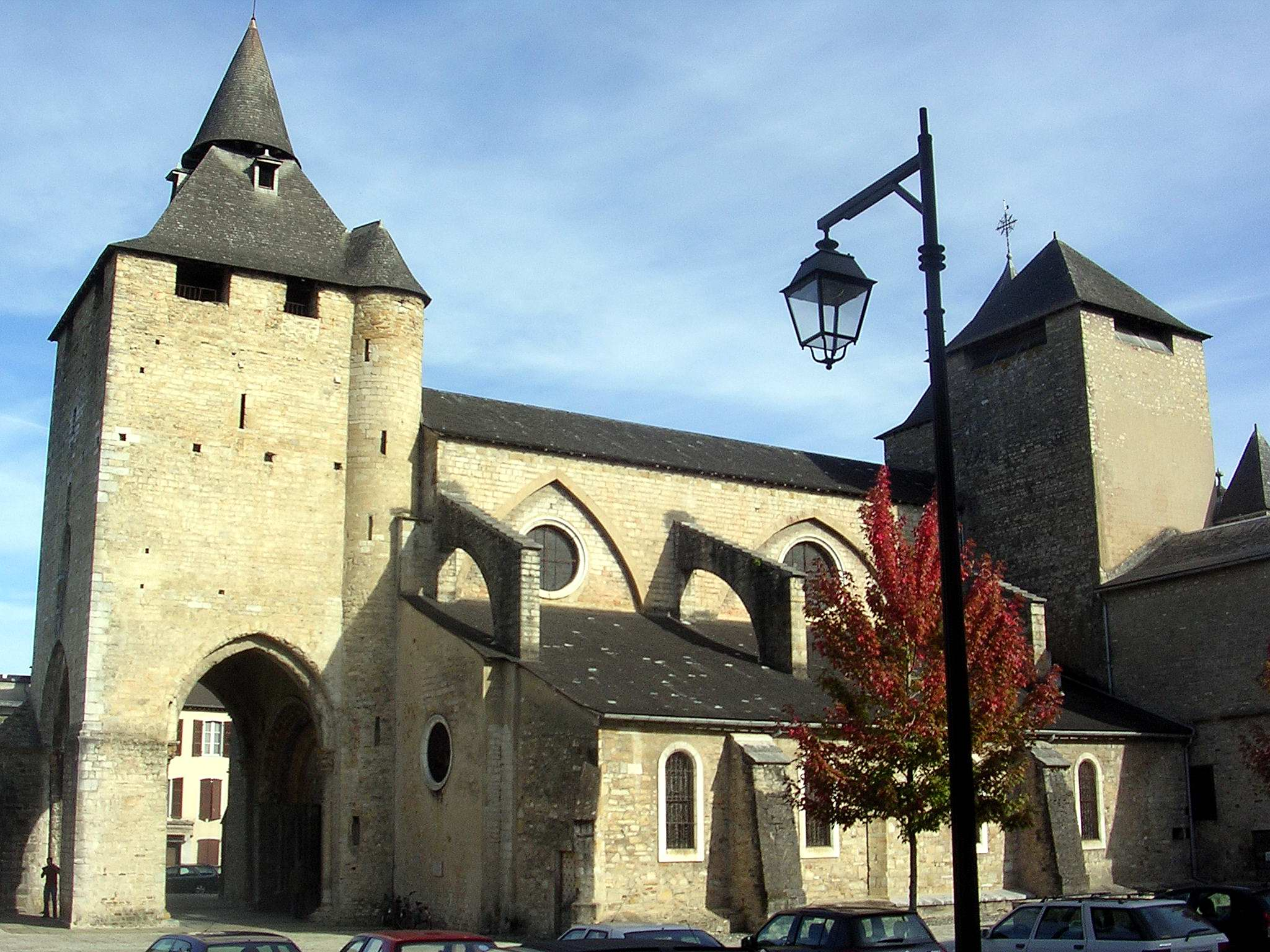
Catedral de Santa Maria d'Auloron
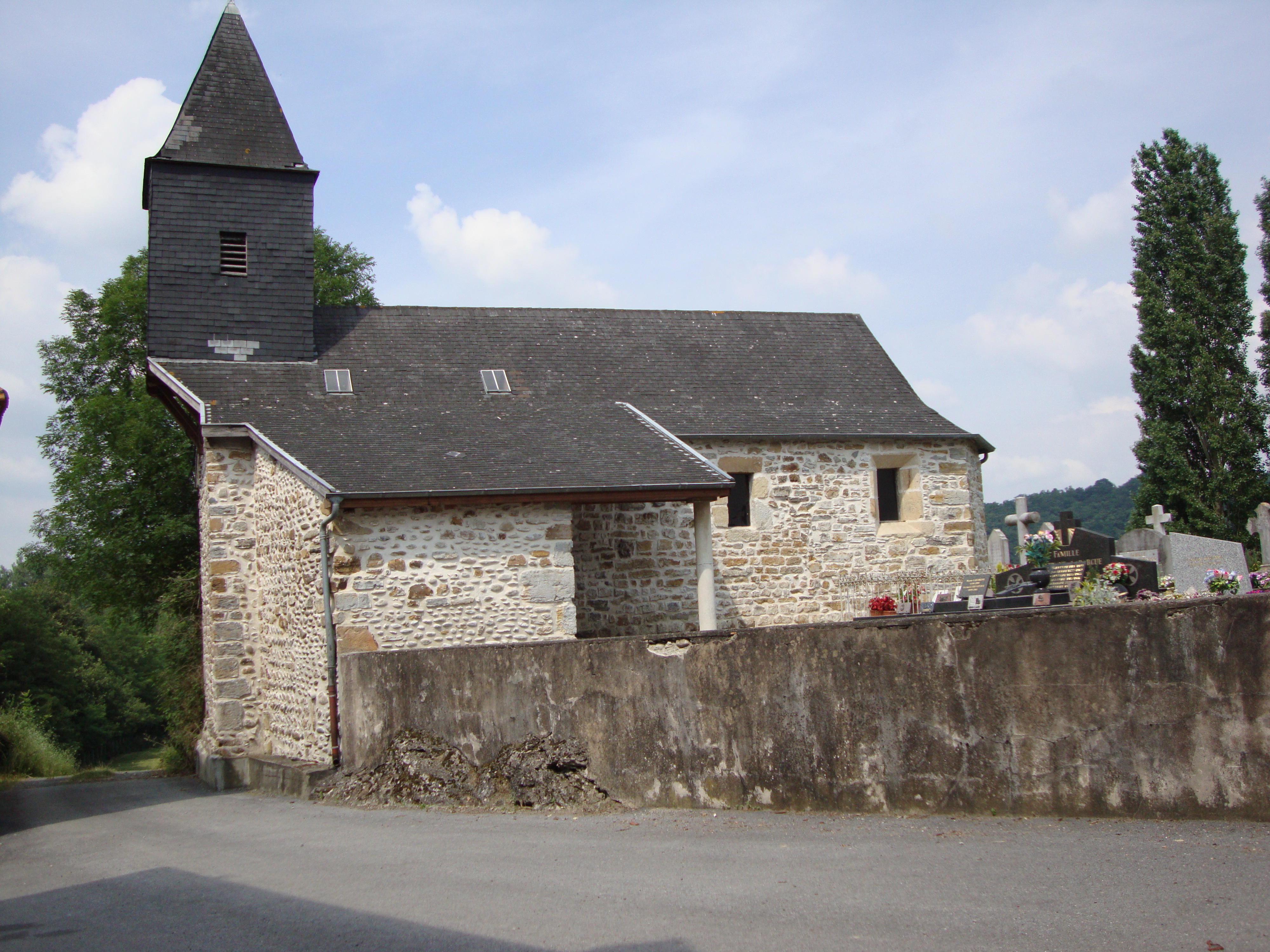
Església de Sant Grat de Lishòs

La seva festivitat litúrgica és el 19 d'octubre.